# Margarete von Burgund

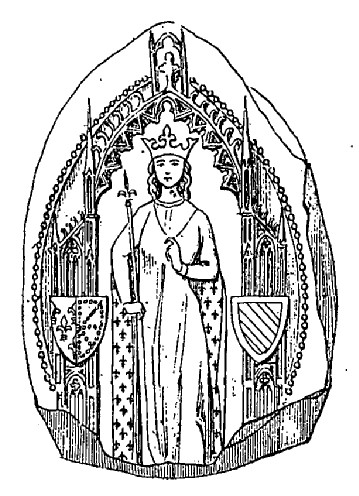
Margarete von Burgund

Margarete von Burgund (* um 1290; † 30. April 1315 im Château Gaillard) war von 1314 bis 1315 Königin von Frankreich, seit ihrer Eheschließung 1305 Königin von Navarra.

## Leben
Margarete wurde als Tochter des Herzogs Robert II. von Burgund (1248–1306) und der Agnes von Frankreich (1260–1325), einer Tochter des Königs Ludwig IX. von Frankreich, geboren. Sie wurde am 28. Februar 1300 mit Ludwig, dem ältesten Sohn des Königs Philipp IV. von Frankreich und der Königin Johanna I. von Navarra verlobt. Die Hochzeit des Paares fand am 23. September 1305 in Vernon statt. Im gleichen Jahr wurde Margaretes Gemahl als Ludwig I. König von Navarra und am 29. November 1314, nach dem Tod seines Vaters, als Ludwig X. König von Frankreich.
Zu Beginn des Jahres 1314 ließ Philipp IV. seine drei Schwiegertöchter, Margarete und die beiden Schwestern Johanna und Blanka von Burgund verhaften, nachdem – nach einer zeitgenössischen Chronik – seine eigene Tochter, Isabella von England, sie wegen Ehebruchs mit zwei jungen Rittern, den Brüdern Philippe und Gautier d’Aunay, angezeigt hatte (siehe: Tour de Nesle). Margarete und Blanka waren angeblich in flagranti mit ihren Liebhabern erwischt worden, Johanna sei nur Mitwisserin gewesen. Unter der Folter sollen die  beiden Ritter gestanden haben, dass ihre Beziehungen zu den Prinzessinnen bereits drei Jahre angedauert hätten, woraufhin sie im April 1314 in Pontoise hingerichtet wurden.
Margarete wurde zusammen mit Blanche in die Festung Château Gaillard gebracht und im dortigen Kerker eingesperrt. Ihr wurde das Haar geschoren und sie erhielt in ihrem ungeheizten, zugigen Verlies auch nur eine schlechte Versorgung. Laut dem Bericht einer Chronik habe sie ihr sündiges Verhalten bereut. Sie wurde am 30. April 1315 in ihrer Gefängniszelle tot aufgefunden,  war also nur wenige Monate französische Königin gewesen. Wahrscheinlich war sie an einer Lungenentzündung gestorben. Allerdings gab es auch das Gerücht, sie sei auf Befehl Ludwigs X. mit Hilfe ihrer eigenen Haare erdrosselt oder zwischen Kissen erstickt worden. Sie fand in der Franziskanerkirche in Vernon ihre letzte Ruhestätte. Schon am 31. Juli 1315 schloss Ludwig X. seine zweite Ehe mit Klementine von Ungarn.
Das traurige Los Margaretes gab Anlass zur historisch unhaltbaren Legende von der Tour de Nesle, die u. a. Alexandre Dumas der Ältere (La Tour de Nesle, 1832) literarisch verarbeitete.

## Nachkommen
Ludwig und Margarete sind die Eltern der späteren Königin Johanna II. von Navarra (1311–1349).

## Belletristik
- Maurice Druon: Der Fluch aus den Flammen. Fischer Taschenbuch Verlag, Frankfurt am Main, 2. Auflage 2008, ISBN 978-3-596-17418-8
- Alexandre Dumas: La Tour de Nesle, Drama (1832)
- Marie Cristen: Turm der Lügen, Roman (2009)